# Менси
Менси е френска община с 1732 жители (към 01.01.2017 г.) в департамент Сен е Марн в региона Ил дьо Франс. Тя се намира в равнината на регион Бри, около 6 км източно от Мелюн и около 50 км южно от Париж.
Историята на старото село е тясно свързана с тази на дворец Во-ле-Виконт от 17 век, чийто парк образува западната граница на общината. Старият каменен мост, който е послужил на Пол Сезан като мотив, стара водна мелница, обществения площад за пране и многобройните жилищни къщи в типичния стил за регион Бри свидетелстват за изминали, по-ранни времена. Построената през 12 век църква е преустроена през 17 век от Луи Льо Во, майстор-строителят на местния дворец, който по-късно е призован във Версайския дворец.
|  | Тази страница частично или изцяло представлява превод на страницата Maincy в Уикипедия на немски. Оригиналният текст, както и този превод, са защитени от Лиценза „Криейтив Комънс – Признание – Споделяне на споделеното“, а за съдържание, създадено преди юни 2009 година – от Лиценза за свободна документация на ГНУ. Прегледайте историята на редакциите на оригиналната страница, както и на преводната страница, за да видите списъка на съавторите. ВАЖНО: Този шаблон се отнася единствено до авторските права върху съдържанието на статията. Добавянето му не отменя изискването да се посочват конкретни източници на твърденията, които да бъдат благонадеждни. |